# George Henry Hamilton Tate
Pour les articles homonymes, voir Tate.
George Henry Hamilton Tate est un zoologiste américain d’origine britannique, né le 30 avril 1894 à Londres et mort le 24 décembre 1953 à Morristown dans le New Jersey.
En 1912, la famille Tate s’installe dans le New Jersey et George commence à travailler dans le télégraphe à la ville de New York. En 1914, il s’engage dans l’armée britannique.
De 1918 à 1919, il fait des études à l’Imperial College of Science and Technology de Londres et devient, en 1921, assistant de terrain à l’American Museum of Natural History (AMNH). De 1921 à 1929, il participe à plusieurs expéditions en Amérique du Sud.
En 1927, il obtient son Bachelor of Sciences à l’université Columbia et sa naturalisation américaine. En 1931, il passe son Master of Sciences à la même université et devient l’année suivante conservateur assistant au département de mammalogie de  l’AMNH, puis conservateur associé en 1942 puis conservateur en 1946.
De 1936 à 1937, il travaille en Nouvelle-Guinée. En 1938, il obtient son Doctorat of Sciences à l’université de Montréal et travaille sur le terrain au Venezuela puis, en 1939-1940, en Afrique de l'ouest. Son dernier voyage le conduit en Australie dans la Péninsule du cap York de 1947 à 1948.
Il fait notamment paraître en 1943, avec Thomas Donald Carter (1893-?), Animals of the Pacific world, en 1944, A list of the mammals of the Japanese war area, en 1946, avec T.D. Carter et John Eric Hill (1907-?), Mammals of Eastern Asia, en 1951, The rodents of Australia and New Guinea.
L'IPNI lui attribue une abréviation en botanique, sans autre précision.
G.H.Tate est l’abréviation botanique standard de George Henry Hamilton Tate.
Consulter la liste des abréviations d'auteur en botanique ou la liste des plantes assignées à cet auteur par l'IPNI, la liste des champignons assignés par MycoBank, la liste des algues assignées par l'AlgaeBase et la liste des fossiles assignés à cet auteur par l'IFPNI.

## Source
- Biographie en anglais

- Notices d'autorité :   - VIAF
  - ISNI
  - IdRef
  - LCCN
  - GND
  - CiNii
  - Pays-Bas
  - Pologne
  - Israël
  - NUKAT
  - Tchéquie
  - WorldCat